# Zeche Neue Mißgunst & Unvermuthetglück
Die Zeche Neue Mißgunst & Unvermuthetglück im Bochumer Stadtteil Wiemelhausen, Ortsteil Brenschede, ist ein ehemaliges Steinkohlenbergwerk. Das Bergwerk ist aus der Konsolidation von zwei bis dahin eigenständigen Bergwerken entstanden.

## Bergwerksgeschichte
Im Jahr 1782 konsolidierte die bisher eigenständige Zeche Neue Mißgunst mit einem Teilfeld der Zeche Unvermuthetglück zur Zeche Neue Mißgunst & Unvermuthetglück. Beide Bergwerke waren nach der Konsolidation zunächst im späteren Längenfeld Vereinigte Neue Mißgunst Nr. I in Betrieb. Noch im selben Jahr wurde der Neue Mißgunst-Stollen stillgelegt, das Grubenfeld wurde seitdem durch den Unvermuthetglück-Stollen aufgeschlossen. Dieser tiefere Stollen wurde von diesem Zeitpunkt an Neuer Mißgunst-Stollen genannt. Dadurch sollte der Abbau in westlicher Richtung bis zum Grubenfeld der Zeche Prinz Kater erfolgen. Im Jahr 1798 wurde begonnen, den Schacht 2 abzuteufen. Außerdem wurde in diesem Jahr mit dem Abbau begonnen. Im Jahr 1800 wurde Schacht 2 in Betrieb genommen. Im Jahr 1805 waren die Schächte Albertina, Henrietta, Victoria und Wilhelmina in Betrieb. In diesem Jahr wurden 808 Tonnen Steinkohle gefördert. Im selben Jahr wurde die Restberechtsame der Zeche Unvermuthetglück übernommen. Im Jahr 1807 wurden 2058 Tonnen Steinkohle gefördert. Im Jahr 1810 waren die Schächte Theodor, Victoria, Wilhelm und ein Luftschacht in Betrieb. Im Jahr 1812 konsolidierte die Zeche Neue Missgunst & Unvermuthetglück mit den Zechen Prinz Kater und Patriarch zur Zeche Vereinigte Neue Mißgunst.